# Claude Harmon
Claude Harmon är en amerikansk golfspelare.
Harmon vann majortävlingen The Masters Tournament 1948. Han är en av de största familjerna av golftränare och är far till Butch, Dick, Craig, och Bill som ofta har placeringar bland de 50 bästa golftränarna i världen i tidningen Golf Digest.

## Fotnoter
1. 1 2  Find a Grave, Find A Grave-ID: 8277366, läs online, läst: 9 oktober 2017.[källa från Wikidata]

| Majorsegrare genom tiderna                                                                                      |             |               |                 |                  |
| 200 olika spelare har vunnit i herrarnas majortävlingar. Claude Harmon var den 83:e spelaren som vann en major. |             |               |                 |                  |
| 1:a | 82:a        | 83:e          | 84:e            | 200:e            |
| Willie Park Sr                                                                                                  | Jim Ferrier | Claude Harmon | Cary Middlecoff | Louis Oosthuizen |
| Lista över golfens majorsegrare                                                                                 |             |               |                 |                  |